# Avanigadda
Avanigadda är en ort i Indien.   Den ligger i distriktet Krishna och delstaten Andhra Pradesh, i den södra delen av landet, 1 500 km söder om huvudstaden New Delhi. Avanigadda ligger 13 meter över havet och antalet invånare är 25 761.
Terrängen runt Avanigadda är mycket platt. Runt Avanigadda är det ganska tätbefolkat, med 111 invånare per kvadratkilometer. Närmaste större samhälle är Repalle, 9,4 km väster om Avanigadda. Trakten runt Avanigadda består till största delen av jordbruksmark.